# چستر اندرسون
چستر اندرسون (انگلیسی: Chester Anderson؛ ۱۱ اوت ۱۹۳۲ – ۱۱ آوریل ۱۹۹۱) یک پدیدآور، و رمان‌نویس اهل ایالات متحده آمریکا بود.